# VTuber Legend: How I Went Viral after Forgetting to Turn Off My Stream
VTuber Legend: How I Went Viral after Forgetting to Turn Off My Stream (VTuberなんだが配信切り忘れたら伝説になってた?, Buichūbā nanda ga haishin kiriwasuretara densetsu ni natteta), conosciuta anche nella forma abbreviata VDen (ぶいでん?, Buiden), è una serie di light novel scritta da Nana Nanato e illustrata da Siokazunoko. È stata pubblicata prima sul sito web Hameln e poi su Kakuyomu nel 2020, dopodiché ha iniziato a essere pubblicata da Fujimi Shobō, sotto l'etichetta Fujimi Fantasia Bunko, a maggio 2021. A luglio 2024 i volumi ammontano a nove. La versione in lingua inglese della serie è distribuita da J-Novel Club. Un adattamento manga di Roto Fujisaki ha iniziato la serializzazione sulla rivista Comp Ace di Kadokawa Shoten ad agosto 2023. Un adattamento televisivo anime prodotto da TNK ha iniziato a essere trasmesso il 7 luglio 2024.

## Trama
Awayuki Kokorone è una VTuber di terza generazione che lavora per l'azienda Live-On e che ha faticato a tenere il passo con il successo delle sue colleghe di terza generazione. Un giorno, senza volerlo, mostra però il suo lato più spontaneo durante una diretta e improvvisamente riscuote una certa popolarità. La ragazza decide allora di affrontare con decisione questo nuovo successo insieme al resto delle ragazze della Live-On.

## Personaggi
Awayuki Kokorone (心音 淡雪?, Kokorone Awayuki)
Doppiata da: Ayane Sakura
È La protagonista della serie, fa parte della terza generazione di VTuber e lavora per la Live-On. Viene inizialmente ritratta come una signorina, ma diventa popolare dopo aver mostrato involontariamente il suo lato più spontaneo ai suoi spettatori mentre beveva dato che non aveva spento la live. Questo suo lato è stato affettuosamente soprannominata dai suoi spettatori Shuwa-chan (シュワちゃん?), lato che essa adotta come sua personalità alternativa. Adora la birra Strong Zero.
Sei Utsuki (宇月 聖?, Utsuki Sei)
Doppiata da: Yū Kobayashi
È una VTuber che lavora per la Live-On e che fa parte della seconda generazione. È specializzata nel fare live su contenuti audaci come gli eroge.
Mashiro Irodori (彩 ましろ?, Irodori Mashiro)
Doppiata da: Saku Mizuno
È una VTuber che lavora per la Live-On e che fa parte della terza generazione. È la migliore amica di Awayuki nonché la sua illustratrice.
Hikari Matsuriya (祭屋 光?, Matsuriya Hikari)
Doppiata da: Machico
È una VTuber che lavora per la Live-On e che fa parte della terza generazione. È specializzata nel fare live lunghe.
Chami Yanagase (柳瀬 ちゃみ?, Yanagase Chami)
Doppiata da: Sayaka Kikuchi
È una VTuber che lavora per la Live-On e che fa parte della terza generazione. È specializzata nel fare live ASMR.
Shion Kaminari (神成 シオン?, Kaminari Shion)
Doppiata da: Sumire Morohoshi
È una VTuber che lavora per la Live-On e che fa parte della seconda generazione. Solitamente organizza live in collaborazione con le sue colleghe.
Nekoma Hirune (昼寝 ネコマ?, Hirune Nekoma)
Doppiata da: Ayaka Ōhashi
È una VTuber che lavora per la Live-On e che fa parte della seconda generazione. È specializzata nel fare live su videogiochi scadenti.
Hareru Asagiri (朝霧 晴?, Asagiri Hareru)
Doppiata da: Yōko Hikasa
È una VTuber che lavora per la Live-On ed è l'unica a far parte della prima generazione. È venerata dai suoi colleghi per essere volto dell'agenzia, anche se la sua eccentricità può sopraffare chi collabora con lei per la prima volta.
Alice Sōma (相馬 有素?, Sōma Arisu)
Doppiata da: Azusa Tadokoro
È una VTuber che lavora per la Live-On e che fa parte della quarta generazione. Nutre una profonda adorazione verso Awayuki.
Eirai Sonokaze (苑風 エーライ?, Sonokaze Eirai)
Doppiata da: Mao Ichimichi
È una VTuber che lavora per la Live-On e che fa parte della quarta generazione. Ama condividere sia curiosità informative che volgari sugli animali.
Kaeru Yamatani (山谷 還?, Yamatani Kaeru)
Doppiata da: Ai Kayano
È una VTuber che lavora per la Live-On e che fa parte della quarta generazione. Vuole essere trattata come una bambina e non le piace lavorare.

## Media

### Light novel
La serie è scritta da Nana Nanato e illustrata da Siokazunoko, ed è nata come romanzo pubblicato sul sito web Hameln il 22 giugno 2020, per poi essere pubblicata, il 4 agosto dello stesso anno, anche sul sito Kakuyomu. Successivamente è stata acquistata da Fujimi Shobō, che ha iniziato a pubblicarla sotto l'etichetta Fujimi Fantasia Bunko il 20 maggio 2021. Al 9 luglio 2024 i volumi pubblicati ammontano a nove. A marzo 2022, J-Novel Club ha annunciato di aver acquistato i diritti per la pubblicazione in lingua inglese della serie.
| Nº | Data di prima pubblicazione | Data di prima pubblicazione | Data di prima pubblicazione |
| Nº | Giapponese                  | Giapponese                  |                             |
| -- | --------------------------- | --------------------------- | --------------------------- |
| 1  | 20 maggio 2021              | ISBN 978-4-04-074111-6      |                             |
| 2  | 18 settembre 2021           | ISBN 978-4-04-074294-6      |                             |
| 3  | 20 gennaio 2022             | ISBN 978-4-04-074401-8      |                             |
| 4  | 20 maggio 2022              | ISBN 978-4-04-074402-5      |                             |
| 5  | 16 settembre 2022           | ISBN 978-4-04-074690-6      |                             |
| 6  | 20 gennaio 2023             | ISBN 978-4-04-074692-0      |                             |
| 7  | 20 giugno 2023              | ISBN 978-4-04-074982-2      |                             |
| 8  | 17 novembre 2023            | ISBN 978-4-04-075231-0      |                             |
| 9  | 20 luglio 2024              | ISBN 978-4-04-075529-8      |                             |

### Manga
Un adattamento manga della serie è stato annunciato a giugno 2021. È disegnato da Roto Fujisaki e ha iniziato a essere serializzato sulla rivista Comp Ace di Kadokawa Shoten il 25 agosto 2023. A giugno 2024 è stato pubblicato un singolo volume tankōbon.
| Nº | Data di prima pubblicazione | Data di prima pubblicazione | Data di prima pubblicazione |
| Nº | Giapponese                  | Giapponese                  |                             |
| -- | --------------------------- | --------------------------- | --------------------------- |
| 1  | 25 giugno 2024              | ISBN 978-4-04-114736-8      |                             |

### Anime
A gennaio 2023 è stato annunciato che la serie avrebbe ricevuto un adattamento come anime. È prodotto da TNK e diretto da Takuya Asaoka, sceneggiato da Deko Akao e il character design è stato curato da Reina Iwasaki. La serie fa uso della tecnica di animazione Live2D, che è stata gestita da Live2D Creative Studio. La regia Live2D invece è stata gestita dalla Live2D Juku Online School, che per il motion tracker Live2D ha utilizzato Nizima Live, così come per il Live2D Cubism (solo nell'episodio 2), Clip Studio Paint e OBS Studio. La serie ha iniziato a essere trasmessa il 7 luglio 2024 su Tokyo MX e altre reti. La sigla di apertura è Virtual Showtime! (バーチャル・ショータイム！?), cantata da Awayuki Kokorone e Shuwa-chan, entrambe doppiate da Ayane Sakura, mentre ogni episodio presenta una sigla finale diversa eseguita dal cast. I diritti per lo streaming della serie sono stati acquistati da Medialink per l'Asia orientale, sud-orientale e in Oceania (tranne Australia e Nuova Zelanda), che li ha pubblicati sul canale YouTube di Ani-One Asia, mentre sono stati acquistati da Crunchyroll nel resto del mondo. 

### Canale YouTube
Il 15 maggio 2024 è stato lanciato un canale YouTube chiamato "Live-On". Su questo canale vengono pubblicati contenuti promozionali, canzoni e altro ancora per promuovere l'anime e il manga.